# Gieołogorazwiedka (Baszkortostan)
Gieołogorazwiedka (ros. Геологоразведка) – wieś (dieriewnia) w Rosji, w Baszkortostanie, w rejonie abzieliłowskim. W 2010 liczyła 350 mieszkańców.